# Eliza Orzeszkowa

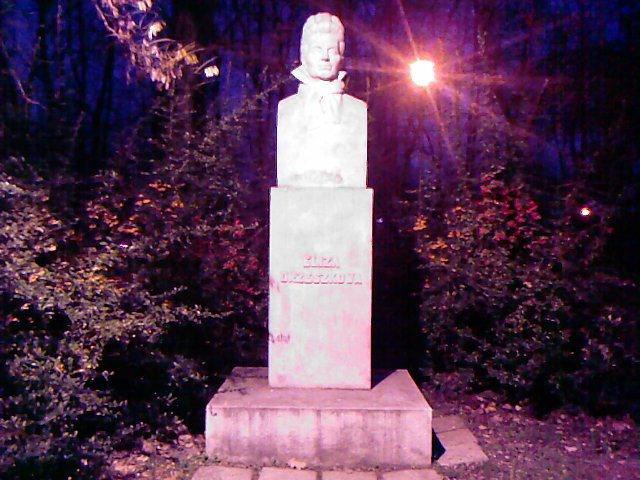
Busto de Eliza Orzeszkowa de noche en Varsovia.

Eliza Orzeszkowa (cerca de Hrodna, hoy Bielorrusia, 1841-1910) fue una escritora polaca.

## Biografía
Procedía de la familia Pawłowski de la nobleza polaca. En su decimosexto cumpleaños se casó con Piotr Orzeszko, un noble polaco, quien fue exiliado a Siberia después del alzamiento de enero de 1863.

## Sinopsis de su obra
Orzeszkowa escribió una serie de poderosas novelas y esbozos que trataban de las condiciones sociales de su país. 
- Eli Makower (1875) describe las relaciones entre los judíos y la nobleza polaca;
- La novela Meir Ezofowicz (1878) el conflicto entre la ortodoxia judía y el liberalismo moderno;
- A orillas del río Niemen (1888), quizá su mejor obra, trata sobre la aristocracia polaca;
- Almas perdidas (1886) y Cham (1888) tratan sobre la vida rural en Bielorrusia.
- Su estudio sobre el patriotismo y el cosmopolitismo apareció en 1880.

- Una edición uniforme de sus obras fue publicada en Varsovia, entre 1884 y 1888.
- Gran parte de su obra está disponible en su traducción al alemán.

- Según la documentación oficial del comité del Premio Nobel, ella fue considerada para el premio en 1905, compartiéndolo con Henryk Sienkiewicz, pero al final sólo premiaron a este último.[1]

## Otros títulos
- 1868 El último amor
- 1868 De la vida de un realista
- 1870 Diario de Waclawa. Novela.
- 1872 El señor Graba, (Pan Graba). Novela.
- 1873 Martha (Marta). Novela.
- 1875 Eli Makower
- 1876 La familia de los Brochwicz (Rodzina Brochwiczów). Novela.
- 1881 Apariciones (Widma)
- 1890 Mirtala,
- 1891 La Vestal
- 1892 Bene Nati,
- 1893 Los dos polos (Dwa bieguny). Novela.
- 1896 Los melancólicos (Melancholicy). Relatos.
- 1896 El australiano (Australczyk). Novela.
- 1898 Chispas (Iskry). Relatos.
- 1899 Los argonautas
- 1900 Los devotos del poder
- 1904 Ad Astra. Voz doble